# BIOPAN

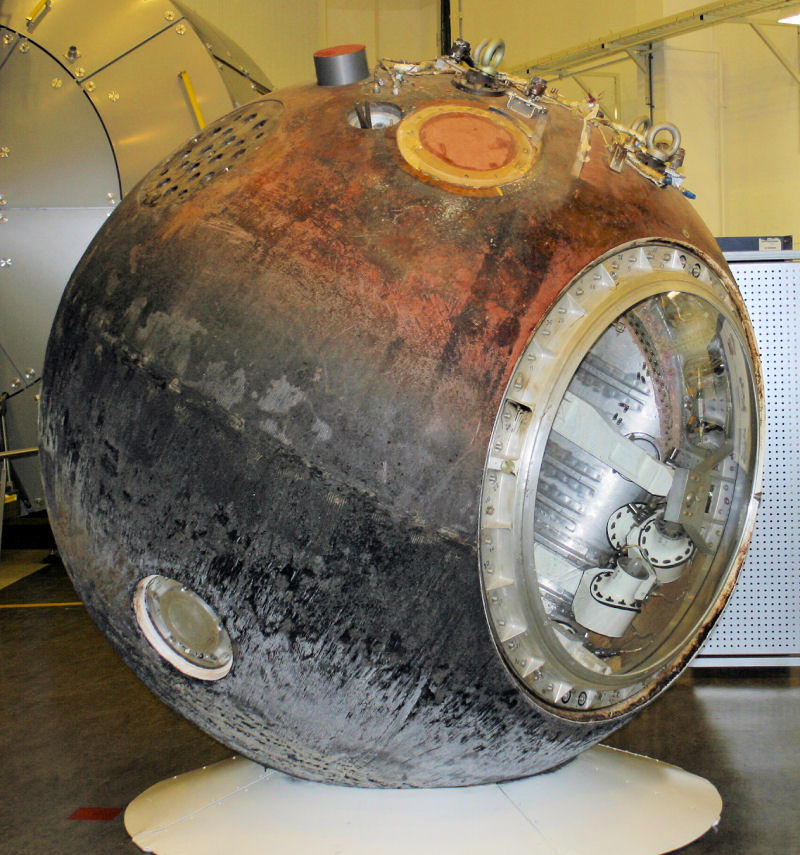
Cápsula da missão Fóton-12.

BIOPAN é um programa multiusuário de pesquisa da Agência Espacial Europeia desenhado para investigar o efeito do ambiente espacial em material biológico.  O equipamento BIOPAN é instalado na superfície externa das cápsulas Foton russas que sobressaem do cobertor térmico que envolve o satélite.